# Eva Berlanga Camacho
Eva Berlanga Camacho (1968) es una meteoróloga española.

## Biografía
Es licenciada en Ciencias Físicas por la Facultad de Ciencias Físicas (Universidad Complutense de Madrid), especializada en Física de la atmósfera y Geofísica. La formación como meteoróloga la complementa con diferentes cursos de especialización como el de "Efectos del cambio climático" organizado por la Fundación Ramón Areces de Madrid, o el curso de "Contaminación atmosférica" impartido por la Universidad Carlos III de Madrid.
Comenzó su trabajo como meteoróloga en Antena 3, donde durante cuatro meses realizó la predicción y presentó la desconexión territorial para Aragón. 
De allí pasó a Telecinco y durante doce años, de 1994 a 2006, fue presentadora del tiempo en diferentes ediciones de Informativos Telecinco. 
Desde 2006 es meteoróloga en Aragón Noticias en Aragón TV, encargándose actualmente de la primera edición de lunes a viernes.